# جيوف هورست
جيفري تشارلز هيرست (من مواليد 8 ديسمبر 1941) هو لاعب كرة قدم محترف إنجليزي سابق. بصفته مهاجمًا، أصبح أول وواحد من رجلين فقط يسجلان ثلاثية في نهائي كأس العالم، عندما سجلت إنجلترا فوزًا بنتيجة 4-2 على ألمانيا الغربية في ملعب ويمبلي في عام 1966. مع وفاة بوبي تشارلتون في أكتوبر 2023، أصبح هيرست آخر لاعب على قيد الحياة من الفريق الذي فاز بنهائي 1966.

## مسيرته الكروية
بدأ هورست مسيرته الكروية مع نادي وست هام يونايتد، وقد ساعدهم على الفوز بكأس الاتحاد الإنجليزي في عام 1964، وقد ساعدهم مرة أخرى في نهائي كأس الكؤوس الأوروبية في عام 1965 أمام نادي ميونخ 1860، وقد لعب هورست 500 مباراة مع وست هام يونايتد وسجل 252 هدف، ثم انتقل إلى نادي ستوك سيتي، وبعدها انتقل إلى نادي وست برومتش ألبيون، وفي عام 1976 وقع عقدا مع نادي سياتل سوندرز، وقد سجل 8 أهداف في 23 مباراة في الدوري الأمريكي.

## مسيرته التدريبية
درب جيوف هورست نادي تشيلسي لفترة قصيرة من عام 1979 إلى عام 1981.

## روابط خارجية
- جيوف هورست على موقع IMDb (الإنجليزية)
- جيوف هورست على موقع كينوبويسك (الروسية)
- جيوف هورست على موقع الاتحاد الدولي (مؤرشف)  (الإنجليزية)
- جيوف هورست على موقع الاتحاد الأوربي (الإنجليزية)
- جيوف هورست على موقع قاعدة بيانات كرة القدم.إي يو (الإنجليزية)
- جيوف هورست على موقع ناشيونال فوتبول تيمز (الإنجليزية)
- جيوف هورست على موقع Soccerbase.com (مدرب) (الإنجليزية)
- جيوف هورست على موقع عالم كرة القدم.نت (الإنجليزية)
- جيوف هورست على موقع كووورة